# Oliveira Fortes
Pour les articles homonymes, voir Oliveira.
Oliveira Fortes est une municipalité brésilienne de l'État du Minas Gerais et la microrégion de Juiz de Fora.